# Дафермос, Михалис
Миха́лис Константи́нос Дафе́рмос (греч. Μιχάλης Κωνσταντίνος Δαφέρμος, англ. Mihalis Constantine Dafermos; род. октябрь 1976) — греческий математик. В настоящее время занимает должности профессора астрономии и геометрии Кембриджского университета и профессора математической физики математического факультета Принстонского университета.

## Биография
Изучал математику в Гарвардском университете. В 1997 году ему была присуждена степень бакалавра гуманитарных наук (BA).
Докторскую (PhD) диссертацию («Stability and Instability of the Cauchy Horizon for the Spherically Symmetric Einstein-Maxwell-Scalar Field Equations») написал под руководством Димитриоса Христодулу в Принстонском университете (2001).
В 2001—2004 гг. работал в Массачусетском технологическиом институте (MIT) в США.
В 2004—2015 гг. преподавал в Кембриджском университете (Великобритания), последовательно занимая позиции лектора (University Lecturer) (2004—2006), ридера (Reader) математической физики (2006—2011) и профессора математической физики (2011—2015).
С 2013 года — профессор математики Принстонского университета (США).
В 2015—2016 гг. — профессор математической физики математического факультета Принстонского университета.
В 2015 году был избран членом Американского математического общества «за вклад в исследование общей теории относительности и дифференциальных уравнений в частных производных». Также с 2015 года и по настоящее время является профессором астрономии и геометрии Кембриджского университета.

## Награды и премии
- 2004 — Премия Адамса за исследования в области дифференциальных уравнений
- 2008 — Научная Премия Фонда Бодосакиса
- 2009 — Премия Уайтхеда «за работу по углубленному анализу гиперболических уравнений в общей теории относительности»[4]
- 2009 — Премия за раннюю карьеру от Международной ассоциации математической физики «за вклад в понимание гипотезы сильной космической цензуры и теоремы Прайса в общей теории относительности»
- 2016 — Избран членом Американского математического общества «за вклад в исследование общей теории относительности и дифференциальных уравнений в частных производных»